# Hrabstwo Nuckolls
Hrabstwo Nuckolls (ang. Nuckolls County) – hrabstwo w stanie Nebraska w Stanach Zjednoczonych. Obszar całkowity hrabstwa obejmuje powierzchnię 575,82 mil2 (1 491,371 km²). Według danych z 2010 r. hrabstwo miało 4 500 mieszkańców. Hrabstwo powstało w 1860 roku i nosi imię Stephena F. Nuckollsa, jednego z pierwszych osadników na tym terenie.

## Sąsiednie hrabstwa
- Hrabstwo Clay (północ)
- Hrabstwo Fillmore (północny wschód)
- Hrabstwo Thayer (wschód)
- Hrabstwo Hrabstwo Republic (Kansas) (południowy wschód)
- Hrabstwo Hrabstwo Jewell (Kansas) (południowy zachód)
- Hrabstwo Webster (zachód)
- Hrabstwo Adams (północny zachód)

## Miasta
- Nelson
- Superior

## Wioski
- Hardy
- Lawrence
- Nora
- Oak
- Ruskin